# Jiří Štěpnička
Jiří Štěpnička (vlastním jménem Jiří Samec, * 16. dubna 1947 Londýn) je český herec, od roku 1975 člen činohry Národního divadla. 

## Život
Je synem české herečky Jiřiny Štěpničkové (1912–1985) a profesora kreslení ze Strakonic Jana Samce (1917–1988), za kterého se Jiřina Štěpničková provdala krátce před synovým narozením. Místem svého narození získal anglické občanství a při křtu dostal pět jmen podle svých kmotrů: Jiří Jan Jaroslav Martin Otto.  Za kmotra mu byl Jan Masaryk, syn prezidenta Tomáše Garrigue Masaryka. 
Po návratu rodiny do Československa byla Jiřina Štěpničková herecky odstavena a na základě podvrženého dopisu režiséra Františka Čápa se s čtyřletým synem v náručí pokusila o emigraci na Šumavě přechodem přes státní hranici. Převaděč generál Hruška byl konfidentem Státní bezpečnosti, zadržel ji a byla odsouzena na 15 let. Byla vězněna až do amnestie deset let a syna vychovával otec s partnerkou v Karlových Varech, kde Jiří absolvoval základní školu. V Praze pak Jiří Štěpnička absolvoval Gymnázium Jana Nerudy na Malé Straně. Zde byli jeho spolužáky Jaromír Hanzlík a Martin Štěpánek.
V jeho 13 letech se matka vrátila z vězení k synovi a bydleli díky režisérovi Martinu Fričovi v Praze 4 – Hodkovičkách.
Po ukončení studia herectví na pražské DAMU v roce 1969 na pokyn Vojtěcha Kabeláče působil nejprve v Klicperově divadle v Hradci Králové (do roku 1972), odkud přešel do Státního divadla v Brně. Od roku 1974 je stálým členem Činohry Národního divadla v Praze.
Hraje rovněž v českých filmech a v televizi: např. tendenční pětidílný seriál Gottwald z roku 1986 nebo velmi populární a reprízovaný seriál Vyprávěj, kde vystupuje v roli vedoucího kanceláře Radka Krásy.  Do češtiny dabuje Harrisona Forda, Michaela Douglase, Stevena Seagala nebo Gérarda Depardieu.
Jiří Štěpnička je vdovec, s manželkou Janou (zemřela roku 2022,) má syna Jakuba a dceru Juditu.

## Ocenění
- 2002 Cena Františka Filipovského za mužský herecký výkon v dabingu filmu Po čem ženy touží
- 2010 Cena Thálie v kategorii činohra

## Divadelní role
- 1981; Národní divadlo; Hrátky s čertem (Martin Kabát); režie Václav Hudeček (Divadelní režisér)
- 1983; Národní divadlo; Sen noci svatojánské (Lysandr); režie František Laurin
- 1983; Nová scéna; Strakonický dudák (Švanda); režie Václav Hudeček
- 2002; Národní divadlo; Cyrano z Bergeracu (Ragueneau); režie Michal Dočekal
- 2004; Národní divadlo; Coriolanus (Junius Brutus); režie Ivan Rajmont
- 2004; Národní divadlo; Naši furianti (Filip Dubský); režie Jan Antonín Pitínský
- 2005; Národní divadlo; Úklady a láska (Premiér von Walter); režie Jan Nebeský
- 2005; Národní divadlo; Duše krajina širá (Von Aigner); režie Ivan Rajmont
- 2006; Národní divadlo; Richard III. (Lord Hastings); režie Michal Dočekal
- 2006; Národní divadlo; Zvony (Peterka); režie Jan Antonín Pitínský
- 2007; Národní divadlo; Anglická milenka (Pierre Lannes); režie Daniel Špinar
- 2008; Národní divadlo; Don Juan (Pan Neděle); režie Jan Nebeský
- 2009; Národní divadlo; Listy důvěrné (Leoš Janáček); režie Lucie Bělohradská
- 2009; Národní divadlo; Radúz a Mahulena (Radovid); režie Jan Antonín Pitínský
- 2009; Národní divadlo; Kupec benátský (Shylock); režie Martin Čičvák
- 2010; Národní divadlo; Blackbird (Raymond); režie Jiří Pokorný
- 2011; Národní divadlo; Zkrocení zlé ženy (Grumio); režie Martin Čičvák
- 2011; Národní divadlo; Ohrožené druhy (Jiří Čejka); režie Petr Zelenka
- 2012; Národní divadlo; Pán z Prasečkova (Oront); režie Hana Burešová

## Filmografie

### Film
- 1961 Tažní ptáci – role: žák Kučera
- 1965 Škola hříšníků – chovanec
- 1966 Kočky neberem – Milda
- 1968 Ta třetí – Bíťák
- 1969 Slasti Otce vlasti – pobočník Enrico
- 1970 Dlouhá bílá nit – Slávek
- 1977 Hněv – Richard Hepner
- 1977 Tichý Američan v Praze – Urquart
- 1979 Poprask na silnici E 4 – Kaplan
- 1979 Křehké vztahy – Sakl
- 1980 Hra o královnu – Hynek z Dubé
- 1981 Hodina života – Ulrich
- 1983 Pasáček z doliny – Blondýn
- 1984 Jak básníci přicházejí o iluze – doktor Fast
- 1985 Podivná přátelství herce Jesenia – Ing. Šupich
- 1985 Zastihla mě noc – Jabůrek
- 1985 Tísňové volání – Kosek
- 1988 Stupně poražených – Tomšovský
- 1991 Zachýsek zvaný Rumělka
- 1991 Rudá Divuše
- 1991 Elektro, má lásko
- 2000 Oběti a vrazi – Doubrava
- 2001 Samota
- 2003 Když chcípne pes – Václav Holar
- 2003 O svatební krajce – králův rádce
- 2003 Das siebte Foto
- 2003 PF 77
- 2004 Zlatá brána – Jaromír
- 2004 Homo Pollert – politik
- 2004 Povodeň – notář
- 2005 Bazén – MUDr. Norbert Zikmund
- 2005 Ordinace v růžové zahradě – MUDr. Petr Pavlis
- 2007 O uloupené divožence
- 2007 Tři životy – kovář
- 2010 Ach, ty vraždy (seriál)
- 2010 Kajínek (z filmu nakonec vystřižen)
- 2010 Čapkovy kapsy – Korbel (epizoda Zmizení herce Bendy)
- 2010 Kriminálka Staré Město – Ondruš, Zuzanin otec
- 2011 Expozitura – otec Terezy
- 2012 Ve stínu – plukovník Pánek

### Televize
- 1971 Krkonošské hromováni (TV film) – role: Toník
- 1976 Muž na radnici (TV seriál) – role: Vít Marek
- 1978 Zákony pohybu (TV seriál) – role: Ing. Jiří Hartman – hlavní konstruktér
- 1979 Inženýrska odysea (TV seriál) – role: Přikryl
- 1980 Okres na severu (TV seriál) – role: Ivan Prokop
- 1980 Košile (TV cyklus Bakaláři) – role: manžel Antonín Bělček
- 1984 My všichni školou povinní (TV seriál) – role:
- 1985 Synové a dcery Jakuba skláře (TV seriál) – role: Ludvík
- 1986 Gottwald (TV seriál) – role:Klement Gottwald
- 1988 Chlapci a chlapi (TV seriál) – role: podplukovník Mareš
- 2003 Nezvěstný (TV film)
- 2006 Náves (TV seriál) – role: Šťastný
- 2009 Vyprávěj (TV seriál) – role: Radek Krása
- 2017 Modrý kód (TV seriál) – role: primář Bojan
- 2020 Sestřičky (TV seriál) – role: primář urgentního příjmu v nemocnici Rubava, internista, traumatolog a psychiatr, bývalý ředitel nemocnice doc. MUDr. Jiří Bojan, DrSc.

## Rozhlasové role
- 1998 Hector Hugh Munro: Povídka Podivné příběhy lorda Clovise, překlad: František Vrba,  dramatizace: Jan Žáček, účinkují: Viktor Preiss, Květa Fialová, Stella Zázvorková, Otakar Brousek starší, Petr Nárožný, Jorga Kotrbová, Jiří Štěpnička, Václav Vydra, Stanislav Fišer; režie: Josef Červinka.
- 2002 Johann Nepomuk Nestroy: Talisman, překlad Eva Bezděková, rozhlasová úprava a dramaturgie Jana Paterová, hudba Vadim Petrov, režie Otakar Kosek. Hráli: Titus Lišák (Jiří Langmajer), Paní z Cypřišova (Daniela Kolářová), Ema, její dcera (Kateřina Vaníčková), Konstance, její komorná (Naďa Konvalinková), Flora, zahradnice (Barbora Štěpánová), Semínko, zahradnický pomocník (Bohumil Klepl), Pan Markýz, vlásenkář (Jiří Štěpnička), Salome, husopaska (Tereza Bebarová), Zátka, pivovarník (Bořivoj Navrátil) a Konrád, sluha (Jan Skopeček). (76 min).
- 2008 Bruno Frank: Cestovní pas, překlad Karel Houba, rozhlasová úprava Ilona Janská, desetidílná četba; režie Pavel Krejčí, četl Jiří Štěpnička. Český rozhlas, studio Hradec Králové.